# Ante Palaversa
Ante Palaversa (ur. 6 kwietnia 2000 w Splicie) – chorwacki piłkarz występujący na pozycji pomocnika we francuskim klubie Troyes AC. Wychowanek Hajduka Split, w trakcie swojej kariery grał także w takich zespołach, jak Manchester City, KV Oostende, Getafe CF i KV Kortrijk.